# Gamarús del Chaco
El gamarús del Chaco (Strix chacoensis) és una espècie d'ocell de la família dels estrígids (Strigidae). Habita la zona del Gran Chaco, al nord de l'Argentina, oest del Paraguai i zona limítrofa de Bolívia. El seu estat de conservació es considera gairebé amenaçat.